# Mont-Saint-Guibert
Mont-Saint-Guibertlà một đô thị ở tỉnh Walloon Brabant. Tại thời điểm ngày 1 tháng 1 năm 2006 Mont-Saint-Guibert có dân số 6.400 người. Tổng diện tích là 18,63 km² với mật độ dân số là 344 người trên mỗi km².